# Millard Mitchell
Millard Mitchell (* 14. August 1903 in Havanna, Kuba; † 13. Oktober 1953 in Santa Monica, Kalifornien, USA) war ein US-amerikanischer Film- und Theaterschauspieler.

## Leben
Millard Mitchell wurde als Sohn US-amerikanischer Eltern in Havanna geboren. Über das Geburtsjahr Mitchells gibt es unterschiedliche Angaben, die von 1900 bis 1905 reichen; wenn auch mittlerweile die meisten Quellen 1903 als Geburtsjahr nennen. Er wollte bereits früh Schauspieler werden und debütierte 1923 am Broadway in New York. Mitchell stand am Broadway im Laufe seiner Karriere in über 30 unterschiedlichen Produktionen auf der Bühne, doch waren es vor allem die Stücke Broadway – ohne Unterbrechung von September 1926 bis September 1928 gespielt – und Three Men on a Horse, das von Januar 1935 bis Januar 1937 zur Aufführung gebracht worden war, die Mitchells erfolgreichsten Bühnenarbeiten darstellen sollten. Bis 1948 stand Mitchell regelmäßig am Broadway auf der Bühne.
Mitchell begann seine Filmkarriere bereits Anfang der 1930er-Jahre, erhielt aber zunächst nur kleinere Parts. Erst als er Anfang der 1940er-Jahre als mittlerweile bekannter Theaterschauspieler nach Hollywood kam, erhielt Mitchell zunehmend bessere Nebenrollen. Nicht selten war Mitchell als Autoritätsfigur zu sehen, etwa an der Seite von Gregory Peck in den Filmen Der Kommandeur (1949) und Der Scharfschütze (1950). In Billy Wilders Komödie Eine auswärtige Affäre verkörperte er einen in Berlin stationierten US-Colonel. Insgesamt umfasste seine Filmkarriere rund 35 Werke, am bekanntesten wohl der Gene-Kelly-Klassiker Singin’ in the Rain (1952) mit Mitchell in der Rolle des Hollywood-Produzenten Simpson. Ebenfalls 1952 stand an der Seite von Charles Bronson in My Six Convicts vor der Kamera, für den er 1953 mit dem Golden Globe Award als Bester Nebendarsteller ausgezeichnet wurde. Eine seiner letzten Rollen hatte er neben James Stewart als kauziger Goldsucher in dem Western Nackte Gewalt (1953) unter Regie von Anthony Mann, drei Jahre zuvor hatte er mit Mann und Stewart bereits bei dem Western Winchester ’73 zusammengearbeitet.
Mitchell war von 1942 bis zu seinem Tod mit der Theaterschauspielerin Peggy Gould verheiratet und Vater von zwei Töchtern. Der Schauspieler, ein jahrelanger starker Raucher, verstarb im Oktober 1953 im Alter von 50 Jahren an Lungenkrebs. Er wurde auf dem Friedhof „Holy Cross Cemetery“ in Culver City, Kalifornien begraben.

## Filmografie (Auswahl)
- 1931: What Price Pants
- 1936: Dynamite Delaney
- 1942: Mr. and Mrs. North
- 1942: The Mayor of 44th Street
- 1947: Ein Doppelleben (A Double Life)
- 1947: Der Todeskuß (Kiss of Death)
- 1948: Eine auswärtige Affäre (A Foreign Affair)
- 1949: Der Kommandeur (Twelve O'Clock High)
- 1949: Gefahr in Frisco (Thieves' Highway)
- 1949: Wenn meine Frau das wüßte (Everybody Does It)
- 1950: Winchester ’73
- 1950: Verurteilt (Convicted)
- 1950: Mister 880
- 1950: Der Scharfschütze (The Gunfighter)
- 1951: Der Tag, an dem die Erde stillstand (The Day the Earth Stood Still) nur Stimme
- 1952: Singin’ in the Rain
- 1953: Nackte Gewalt (The Naked Spur)
- 1953: Here Come the Girls

## Auszeichnung
- 1953: Golden Globe Award/Bester Nebendarsteller, für: My Six Convicts